# Benjamin Zé Ondo
Benjamin Zé Ondo (18 de junho de 1987) é um futebolista profissional gabonense que atua como defensor.

## Carreira
Benjamin Zé Ondo fez parte do elenco da Seleção Gabonense de Futebol na Campeonato Africano das Nações de 2017.